# Маупіті
О́стрів Маупіті (фр. Maupiti) — острів у Французькій Полінезії, який знаходиться в центральній частині Тихого океану в межах західної частини островів Товариства. В адміністративному плані входить до адміністративного регіону Підвітряних островів та власне комуни Маупіті.

## Геологія. Географія
Острів Маупіті утворився внаслідок активного вулканізму точкового типу. У центрі розміщується вулкан Теурафаатуї, висотою 380 метрів - найвища точка острова. Разом з островами Хуахіне, Райатеа, Тахаа, Бора-Бора та Тупаї він формує групу Підвітряних островів архіпелагу Товариства. 
Маупіті — невеликий острів із загальною площею 10,5 км². Вік острова становить приблизно 3,9–4,5 мільйона років, що робить його геологічно старішим за інші острови групи. Острів зазнав значного занурення та являє собою "майже атол". У період між 2600 і 1000 р. до н.е. відбувся підйом рівня моря, що спричинив збільшення донних відкладів рифу. Вузькі пляжі формувалися біля підніжжя крутих вулканічних схилів. Вулканічний масив острова оточений добре розвиненим бар’єрним рифом і лагуною середнього розміру (27 км²). Бар’єрний риф вкритий численними кораловими острівцями (моту), які займають половину всієї сухопутної площі острова. 
Головний острів має вузьку прибережну рівнину, на якій немає постійних річок, хоча у найбільшій долині острова, Харанаї, є сезонний потік. 

## Клімат
Клімат тропічний жаркий вологий з температурою вище 28°C в усі періоди року.

## Флора
Флора Маупіті є надзвичайно бідною порівняно з сусідніми островами, як Моореа у групі Навітряних островів. Нараховується близько 300 видів вищих рослин, які представлені на острові. Круті вулканічні схили традиційно використовувалися для інтенсивного вирощування культур, зокрема ямсу, сухого таро та бананів. У сучасну епоху рослинний покрив острова зазнав значного вирубування. Низовини нині використовуються для вирощування інтродукованих полінезійських культур та економічно важливих дерев, таких як тіаре (Gardenia taitensis), хлібне дерево (Artocarpus altilis), мапе (Inocarpus fagifer), ноні (Morinda citrifolia), а також таману (Calophyllum inophyllum), міро (Thespesia populnea), кокосова пальма (Cocos nucifera) та гібіскус (Hibiscus tiliaceus). Вищі схили, вершини та хребти острова зберігають залишки мезофітного лісу, який зазнав порушень через інтродуковані та інвазивні види.
У до полінезійського заселення острова ліси Маупіті, ймовірно, складалися переважно з густих заростей пандануса та інших прибережних видів, які закріпилися після стабілізації рівня моря в голоцені.

## Історія

### Ранній період: до заселення людьми
До приходу людей Маупіті був густо вкритий природною рослинністю, переважно заростями пандануса, кокосових пальм та інших прибережних видів. Під час середньоголоценового підняття рівня моря (2600–1000 р. до н.е.) на острові формувалися вузькі пляжі та берегові ландшафти. Відсутність постійних річок і обмежені ресурси робили Маупіті менш придатним для великомасштабного заселення в порівнянні з більшими островами архіпелагу Товариства.

### Перші мешканці: заселення полінезійцями (800–1200 рр. н.е.)
Полінезійці, ймовірно, прибули на Маупіті близько 800–1200 рр. н.е. Вони були талановитими мореплавцями, які використовували традиційні каное для подорожей між островами. Перші поселенці заснували невеликі прибережні поселення, адаптуючись до обмежених ресурсів острова. Археологічні дані свідчать, що їхнє господарство базувалося на рибальстві, зборі морських ресурсів та вирощуванні традиційних культур — хлібного дерева, ямсу, таро та бананів. Збереглися петрогліфи із зображенням черепах, рибальських гачків і підвісок із зубів кашалота, які можна порівняти з тими, що знайдені в Новій Зеландії, але значно старіші. 

### Розвиток суспільства та зміни в ландшафті (1200–1600 рр. н.е.)
У цей період відбувалися значні соціальні та екологічні зміни. Освоєння внутрішніх територій острова сприяло появі терасового землеробства, що дозволило підтримувати зростаюче населення. Водночас археоботанічні дослідження свідчать про поступове знищення природної рослинності через антропогенний вплив — вирубку лісів для будівництва та сільського господарства.
Соціальна структура набувала складнішої ієрархії, з’явилися локальні вожді, які керували громадськими роботами та релігійними обрядами. Храмові комплекси (марае) стали важливими центрами культової діяльності, що відображає вплив загально-полінезійських традицій.

### Політичні союзи та зростання конфліктів (1600–1700 рр. н.е.)
З часом Маупіті почав брати активнішу участь у регіональних політичних союзах. Острів тривалий час зберігав незалежність, однак його еліти підтримували зв’язки з сусідніми островами, такими як Бора-Бора та Райатеа. Згідно з етноісторичними даними, соціальна структура Маупіті була відносно рівноправною порівняно з іншими островами архіпелагу, де панували більш жорсткі ієрархічні системи.
Проте до кінця XVIII століття ситуація змінилася: Маупіті опинився під владою вождів Бора-Бора, що, ймовірно, було наслідком військових конфліктів або політичного тиску.

### Європейський контакт та колоніальний період (1722–XIX ст.)

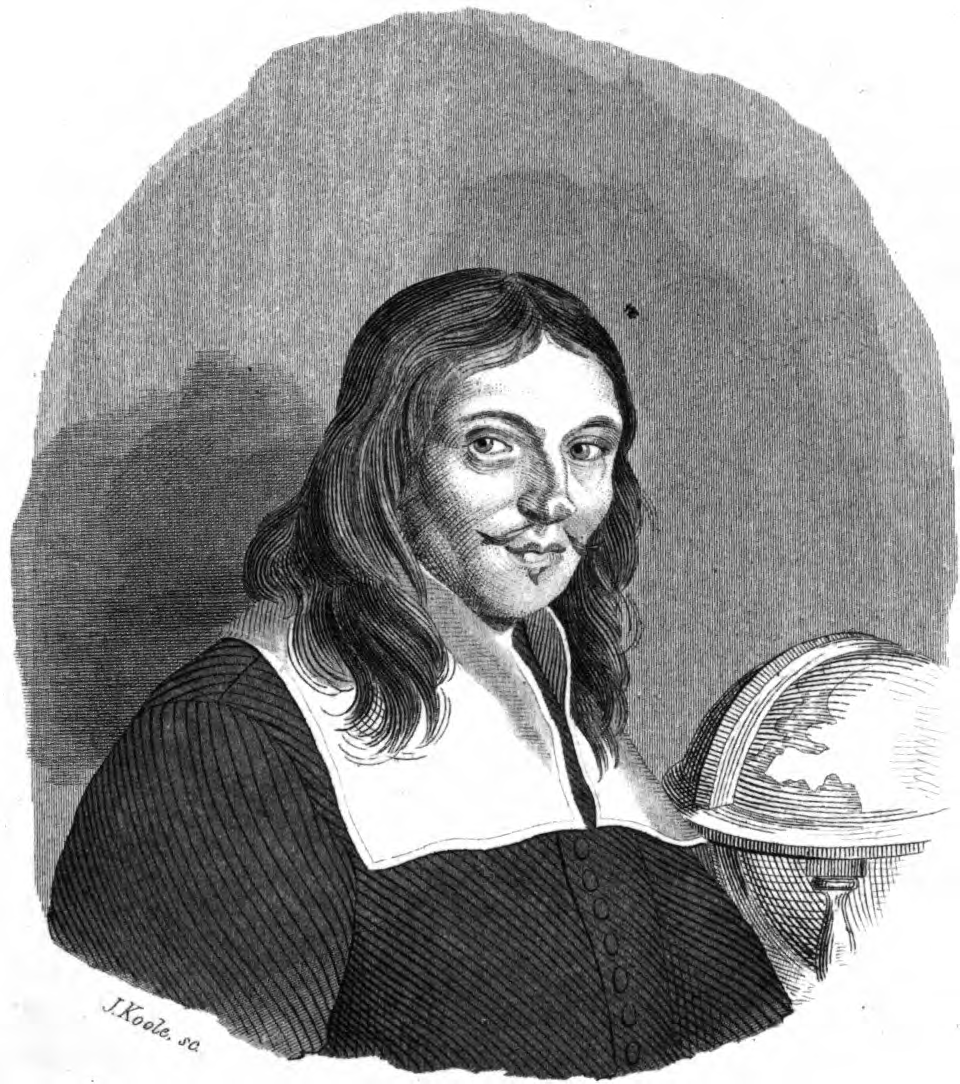
Якоб Роггевен

Першим європейцем, який побачив острів, був голландець Якоб Роггевен у 1722 році. Перші європейські контакти з островом Маупіті відбулися у 1767 році, коли британський мореплавець Семюель Волліс досяг архіпелагу Товариства. Однак Маупіті залишався відносно ізольованим від європейських впливів довше, ніж сусідні острови, через свій невеликий розмір і менше економічне значення.
Протягом XIX століття Маупіті, як і решта Французької Полінезії, поступово увійшов до сфери впливу європейських держав. Франція встановила контроль над архіпелагом, що призвело до змін у традиційному способі життя місцевих жителів. Християнізація, колоніальне управління та нові економічні відносини вплинули на соціальну структуру острова.

### Сучасний період
Сьогодні Маупіті залишається малонаселеним островом із традиційним способом життя. На відміну від більш комерціалізованих островів, таких як Бора-Бора, Маупіті зберіг природне середовище та культурну спадщину. Його населення продовжує займатися традиційним землеробством, рибальством і туризмом, який поступово розвивається завдяки унікальній природній красі острова та його культурним пам’яткам.

## Населення. Економіка
Головне місто — Ваїєа, населення якого становить 1192 особи згідно з переписом 2002 року. Основною економічною діяльністю на цьому острові є виробництво ноні. Окрім цього процвітає туризм та риболовля. 

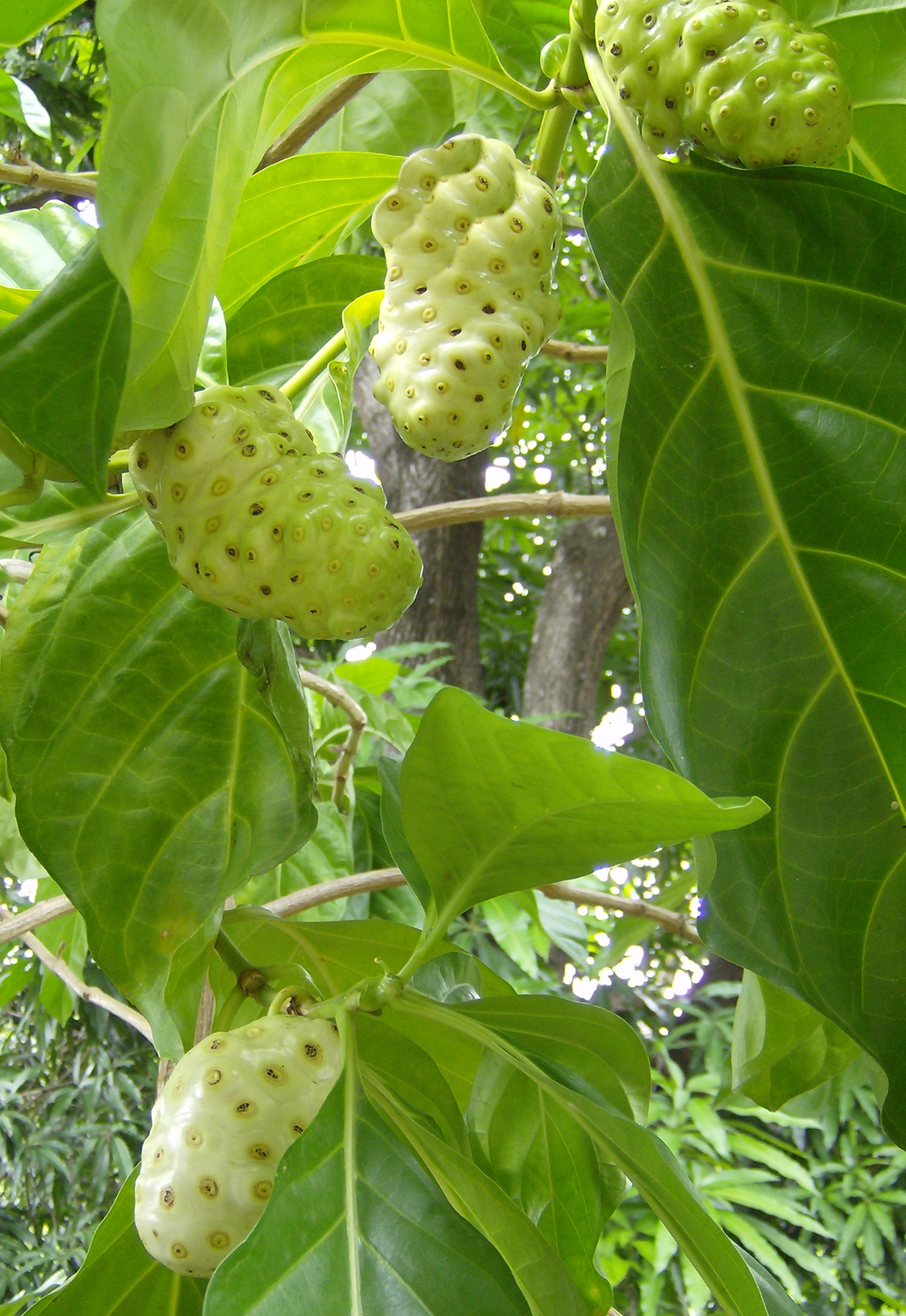
Фрукт ноні або моринда лимонолиста

Зв'язок між островом та моту здійснюється за допомогою човнів. На східному моту розташований невеликий аеропорт.

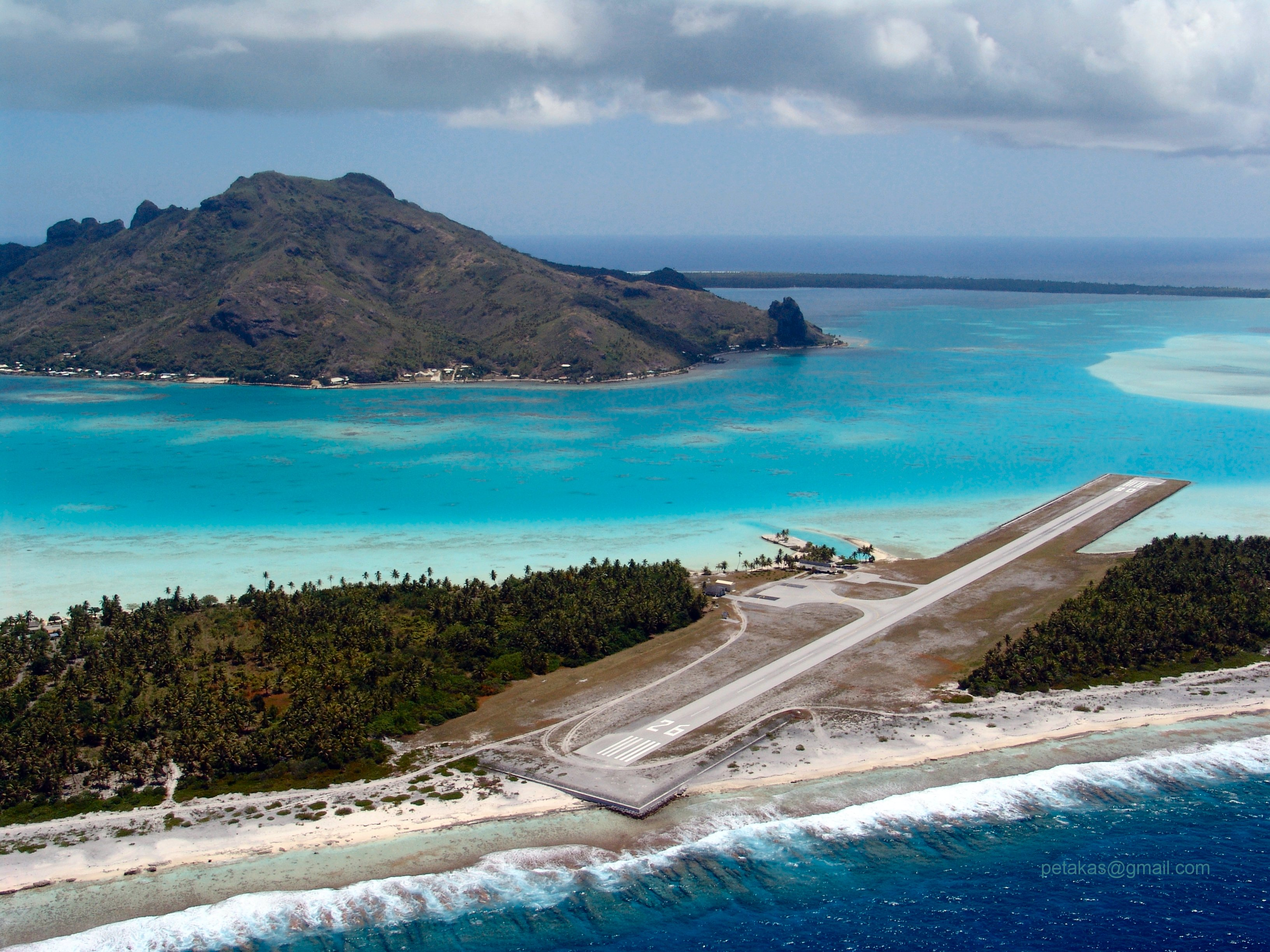
Аеропорт Маупіті

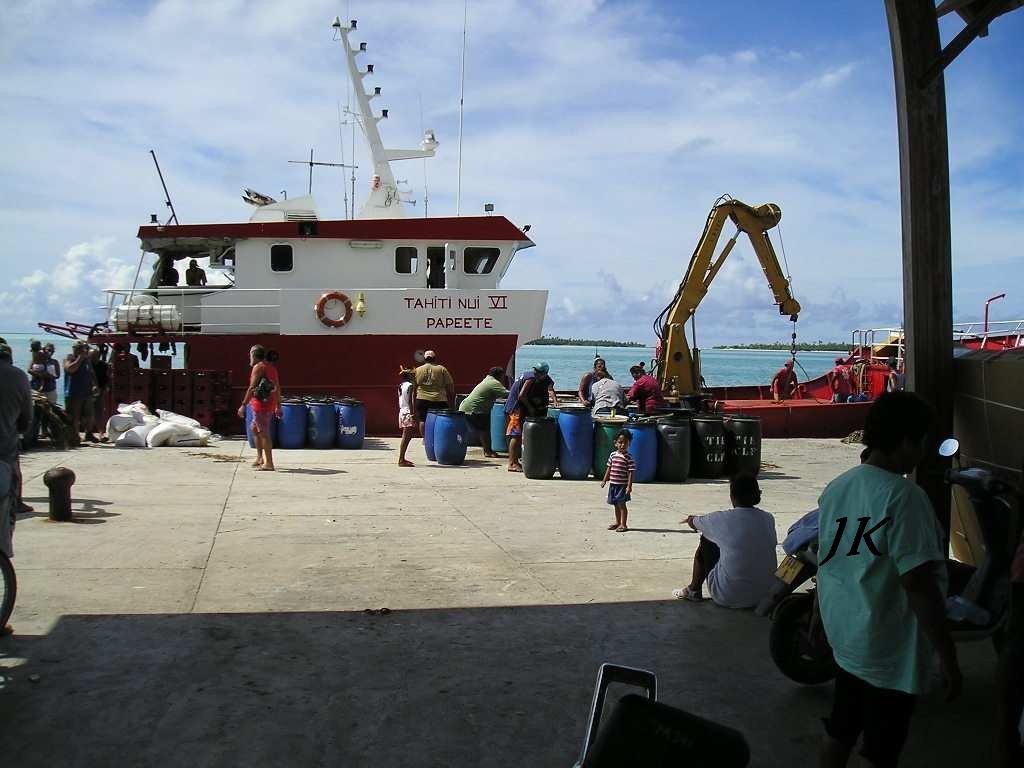
Розвантаження корабля Таїті-Нуї VI в гавані острова Маупіті

## Адміністративний поділ
Острови Маупіті, Мануае, Маупіхаа та Моту-Оне утворюють комуну Маупіті, яка входить до складу адміністративного підрозділу Підвітряних островів.